# Nicolas d'Orbay
Nicolas d'Orbay, aussi écrit Nicolas Dorbay, est un architecte français, né à Paris le 30 octobre 1678, et mort à Paris le 24 juin 1742 .

## Biographie
Il appartient à une famille de maîtres maçons et d'entrepreneurs parisiens. Son grand-père, François I d'Orbay a été syndic de la corporation des maîtres maçons parisiens, son père, Jean d'Orbay a été entrepreneur des bâtiments du roi, et son oncle, François II d'Orbay, architecte du roi.
Il est dessinateur dans l'atelier de Jules Hardouin-Mansart en 1700.
Il signe pour la première fois dans les registres de l'Académie royale d'architecture le 5 janvier 1705. Il est contrôleur des bâtiments du roi en 1705. 
Il obtient un congé pour servir le duc de Lorraine. Il est à Lunéville en 1708. Il a participé à la construction du château de Commercy pour le prince de Vaudémont.
Entre 1713 et 1726, il est domicilié à Paris, rue Poissonnière. Il a acheté une maison rue du Vertbois en 1719. En 1722, il construit la maison de Madame de Lavergée, à l'angle de la rue Taranne et du carrefour Saint-Benoît.
Il reçoit son brevet d'architecte de la 2e classe de l'Académie en mars 1718 et de 1re classe en 1728.
Entre 1733 et 1736, il a construit l'hôtel Rivié, no 30-32, rue du Sentier, pour Étienne Rivié, grand maître des Eaux et Forêts d'Île-de-France. Le décor des façades a été sculpté par Nicolas Pineau. L'hôtel a été surélevé de deux niveaux en 1833-1845.
Entre 1736 et 1742, il est contrôleur des bâtiments du roi au château de Compiègne. Il en dirige le chantier de construction des ailes qui limitent les cours de la Chapelle, des Pompes et de l'Orangerie.
En 1738 il a été un des architectes du duc de Richelieu et règle les travaux de décoration dans son hôtel du 21, place des Vosges.
En 1739, il édifie de grands bâtiments pour les Dames de Bon Secours, rue de Charonne.
Il est nommé chevalier de l'ordre de Saint-Michel le 9 novembre 1738.